# James A. Wright
James Assion Wright (* 11. August 1902 in Carnegie, Allegheny County, Pennsylvania; † 7. November 1963 in Scott, Pennsylvania) war ein US-amerikanischer Politiker. Zwischen 1941 und 1945 vertrat er den Bundesstaat Pennsylvania im US-Repräsentantenhaus.

## Werdegang
James Wright besuchte die öffentlichen Schulen seiner Heimat. Im Jahr 1923 absolvierte er das College of the Holy Cross in Worcester (Massachusetts). Nach einem anschließenden Jurastudium an der University of Pittsburgh und seiner 1927 erfolgten Zulassung als Rechtsanwalt begann er in Carnegie in diesem Beruf zu arbeiten. Zwischen 1935 und 1941 fungierte er als stellvertretender Staatsanwalt im Allegheny County. Politisch war er Mitglied der Demokratischen Partei.
Bei den Kongresswahlen des Jahres 1940 wurde Wright im 34. Wahlbezirk von Pennsylvania in das US-Repräsentantenhaus in Washington, D.C. gewählt, wo er am 3. Januar 1941 die Nachfolge von Matthew A. Dunn antrat. Nach einer Wiederwahl im 32. Distrikt seines Staates konnte er bis zum 3. Januar 1945 zwei Legislaturperioden im Kongress absolvieren. Diese waren von den Ereignissen des Zweiten Weltkriegs überschattet. Im Jahr 1944 wurde er nicht wiedergewählt.
Nach dem Ende seiner Zeit im US-Repräsentantenhaus praktizierte James Wright wieder als Anwalt. Er starb am 7. November 1963 in Scott und wurde in Carnegie beigesetzt.